# Championnat d'Irak de football 2022-2023
Navigation
Saison précédente Saison suivante
La saison 2022-2023 du Championnat d'Irak de football est la quarante-neuvième édition de la première division en Irak, la Iraqi Premier League. Les vingt clubs participants sont regroupés au sein d'une poule unique où ils s'affrontent à deux reprises. En fin de saison, les quatre derniers du classement sont relégués et remplacés par les deux meilleurs clubs de deuxième division, pour avoir un championnat 2023-2024 à 18 équipes.
Al Shorta Bagdad est le tenant du titre.

## Déroulement de la saison
Le championnat débute le 9 octobre 2022. Cette saison les quatre derniers sont relégués, ne seront promus que les deux premiers de groupe de la deuxième division, ce qui portera les participants de la prochaine saison à 18 équipes.

## Équipes participantes
- Qasim SC
- Al-Qowa Al-Jawiya
- Talaba Sport Club
- Al Shorta Bagdad
- Al-Zawra'a Sports Club
- Najaf FC
- Naft Al-Wasat
- Al Nafat Bagdad
- Naft Maysan
- Al-Karkh Sport Club
- Arbil SC
- Zakho FC
- Naft Al-Janoob est renommé Naft Al-Basra
- Al-Diwaniya FC
- Al-Kahraba
- Newroz SC
- Al Sina'a Bagdad
- Dohuk Sport Club - promu de D2
- Karbalaa SC - promu de D2
- Al-Hudood SC - promu de D2

## Compétition
Le barème de points servant à établir le classement se décompose ainsi :
- Victoire : 3 points
- Match nul : 1 point
- Défaite : 0 point

### Classement
| Rang | Équipe                 | Pts | J  | G  | N  | P  | Bp | Bc | Diff |
| ---- | ---------------------- | --- | -- | -- | -- | -- | -- | -- | ---- |
| 1    | Al Shorta Bagdad T     | 82  | 38 | 25 | 7  | 6  | 63 | 24 | +39  |
| 2    | Al-Qowa Al-Jawiya      | 78  | 38 | 23 | 9  | 6  | 62 | 26 | +36  |
| 3    | Al-Zawra'a Sports Club | 68  | 38 | 18 | 14 | 6  | 50 | 32 | +18  |
| 4    | Talaba Sport Club      | 66  | 38 | 19 | 9  | 10 | 52 | 39 | +13  |
| 5    | Al-Kahraba             | 62  | 38 | 17 | 11 | 10 | 51 | 38 | +13  |
| 6    | Arbil SC               | 58  | 38 | 16 | 10 | 12 | 44 | 39 | +5   |
| 7    | Najaf FC               | 56  | 38 | 15 | 11 | 12 | 46 | 41 | +5   |
| 8    | Karbalaa SC P          | 56  | 38 | 15 | 11 | 12 | 39 | 34 | +5   |
| 9    | Dohuk Sport Club P     | 52  | 38 | 12 | 16 | 10 | 37 | 39 | -2   |
| 10   | Newroz SC              | 51  | 38 | 14 | 9  | 15 | 45 | 43 | +2   |
| 11   | Naft Maysan            | 51  | 38 | 13 | 12 | 13 | 42 | 54 | -12  |
| 12   | Al-Karkh Sport Club    | 51  | 38 | 13 | 12 | 13 | 40 | 36 | +4   |
| 13   | Al-Hudood SC P         | 49  | 38 | 10 | 19 | 9  | 40 | 37 | +3   |
| 14   | Zakho FC               | 44  | 38 | 10 | 14 | 14 | 40 | 40 | 0    |
| 15   | Naft Al-Basra          | 42  | 38 | 9  | 15 | 14 | 32 | 41 | -9   |
| 16   | Al Nafat Bagdad        | 40  | 38 | 9  | 13 | 16 | 39 | 50 | -11  |
| 17   | Qasim SC               | 39  | 38 | 9  | 12 | 17 | 31 | 43 | -12  |
| 18   | Naft Al-Wasat          | 36  | 38 | 5  | 21 | 12 | 26 | 34 | -8   |
| 19   | Al Sina'a Bagdad       | 28  | 38 | 7  | 7  | 24 | 26 | 54 | -28  |
| 20   | Al-Diwaniya FC         | 12  | 38 | 2  | 6  | 30 | 25 | 86 | -61  |

|  | Qualification pour le play-off de qualification pour la Ligue des champions de l'AFC 2023-2024 |
|  | Qualification pour le play-off de qualification pour la Coupe de l'AFC 2023-2024               |
|  | Relégation directe en Division One                                                             |
|  | T : Tenant du titre C : Vainqueur de la Coupe d'Irak 2022-23 P : Promu de D2                   |

- Al Shorta Bagdad n'ayant pas de licence AFC c'est le vice-champion, Al-Qowa Al-Jawiya qui est qualifié pour la Ligue des Champions.
- Talaba Sport Club n'ayant pas de licence AFC c'est le 5e, Al-Kahraba, qui prend sa place en Coupe de l'AFC.

## Bilan de la saison
| Championnat d'Irak de football 2022-2023 |                             |
| Champion                                 | Al Shorta Bagdad (6e titre) |
| Qualifications continentales             |                             |
| Ligue des champions de l'AFC 2023-2024   | Al-Qowa Al-Jawiya           |
| Coupe de l'AFC 2023-2024                 | Al-Zawra'a Sports Club      |
| Coupe de l'AFC 2023-2024                 | Al-Kahraba                  |
| Promotions et relégations                |                             |
| Promus en Iraqi Premier League           | Amanat Bagdad SC            |
| Promus en Iraqi Premier League           | Al Mina'a Bassora           |
| Relégués en Division One                 |                             |